# Juan Bolinches
Juan Bolinches Gil (Onteniente, Valencia, España, 1 de marzo de 1925-ibidem, 5 de julio de 2006) fue un futbolista español que jugaba de centrocampista.

## Clubes
| Club              | País   | Año       |
| ----------------- | ------ | --------- |
| C. D. Alcoyano    | España | 1944-1950 |
| R. C. D. Espanyol | España | 1950-1956 |
| Real Gijón        | España | 1956-1958 |
| Ontinyent C. F.   | España | 1958-1961 |